# John Lithgow
John Arthur Lithgow (født 19. oktober 1945) er en amerikansk skuespiller, musiker og forfatter bedst kendt for sin rolle som dr. Dick Solomon i komedieserien Mælkevejen 1.th og for sin rolle i filmen Verden ifølge Garp, for hvilken han blev nomineret til en Oscar for bedste mandlige birolle, en kategori han også senere var nomineret i for sin rolle i Tid til kærtegn. Desuden har han vundet fire Emmy Awards, to Tony Awards, en Golden Globe og to Screen Actors Guild Awards. John Lithgow medvirkede i den amerikanske tv-serie The Crown, hvor han spillede den tidligere britiske premierminister Winston Churchill.
Lithgow er udset til at spille rollen som Albus Dumbledore i tv-serien om Harry Potter, der forventes at få premiere på streamingtjenesten Max i 2026. Lithgow sagde, at rollen som Dumbledore ville blive definerende for ham som skuespiller i resten af hans liv.

## Filmografi

### Film
- All That Jazz (1979)
- Verden ifølge Garp (1982)
- Tid til kærtegn (1983)
- Footloose (1984)
- Memphis Belle (1990)
- Cliffhanger (1993)
- Pelikan notatet (1993)
- Shrek (2001)
- The Life and Death of Peter Sellers (2004)
- Kinsey (2004)
- Dreamgirls (2006)
- Confessions of a Shopaholic (2009)
- Abernes Planet: Oprindelsen (2011)
- Interstellar (2014)
- Pet Sematary (2019)

### Tv
- Mælkevejen 1.th (1996-2001)
- Twenty Good Years (2006), tretten episoder
- Dexter (2009), tolv episoder
- The Crown (2016)
- Harry Potter (2026)